# 木村 (小惑星)
木村（きむら、6233 Kimura）は、小惑星帯にある小惑星である。
1986年2月8日、伊野田繁と浦田武が栃木県烏山町（現・那須烏山市）の烏山天文台で発見した。
日本人天文学者の木村栄に因んで命名された。